# 愛快羅密歐8C Competizione
阿尔法·羅密歐8C Competizione，是阿尔法·羅密歐車廠，於2003年在德國國際車展首次發表的超级跑車，於2007至2010年間共生產了829輛，當中500輛為轎跑車、329輛敞篷車。

## 外部連結
- Alfa Romeo 8C Competizione
- Alfa Romeo 8C Spider